# Беренис Бежо
Беренис Бежо (фр. Bérénice Bejo) је француско–аргентинска глумица, рођена 7. јула 1976. године у Буенос Ајресу. Номинована је за Оскара за најбољу споредну глумицу за улогу у филму Уметник.

## Филмографија[4]
| Улоге Беренис Бежо |                |               |            | |
| Година             | Српски назив   | Изворни назив | Улога      | Напомена |
| 2001.              | Прича о витезу |               | Кристијана | |
| 2011.              | Уметник        |               | Пепи Милер | номинована — Оскар за најбољу споредну глумицу номинована — Награда BAFTA за најбољу глумицу у главној улози номинована — Златни глобус за најбољу споредну глумицу у играном филму номинована — Награда Удружења филмских глумаца за најбољу глумицу у споредној улози номинована — Награда филмске критике за најбољу споредну глумицу |